# Dvouplošník

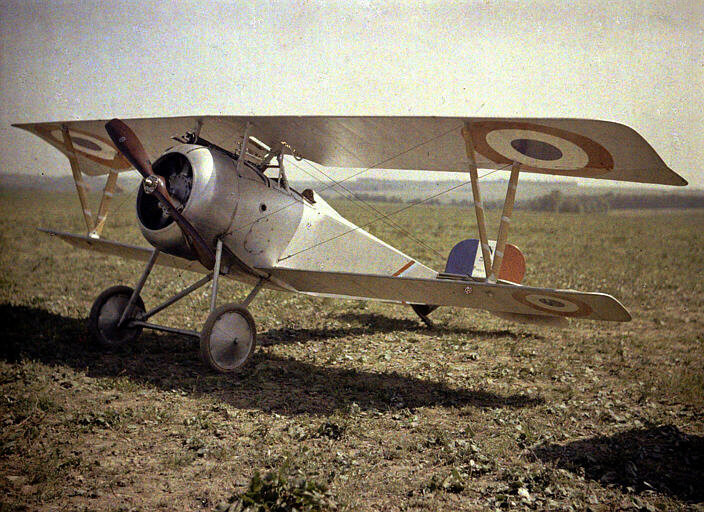
Sesquiplane („jedenapůlplošník“) Nieuport 17

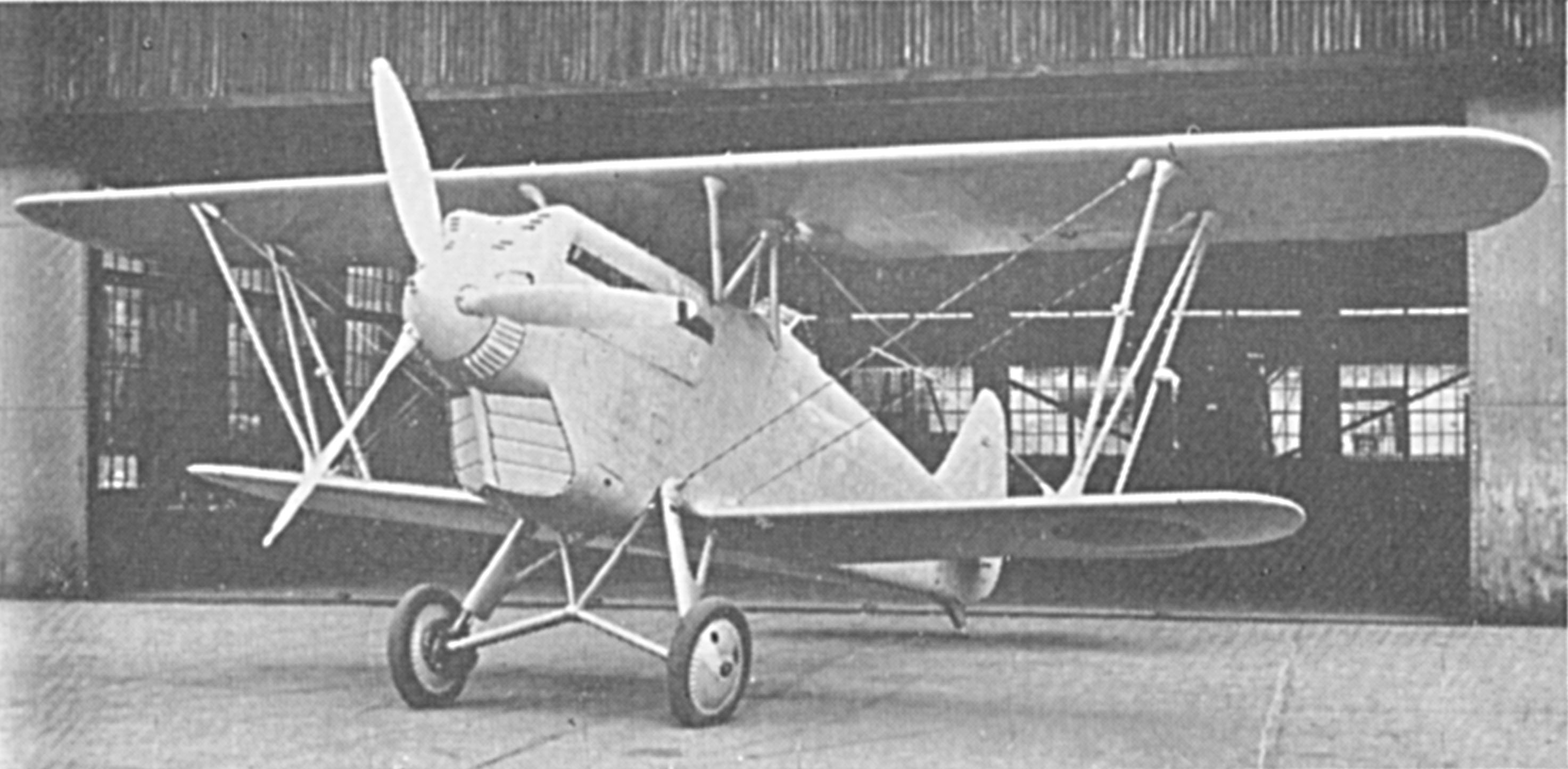
Japonský dvouplošník Ki-10

Dvouplošník (ve starší literatuře též dvojplošník) je letadlo s dvěma pevnými nosnými plochami podobného rozpětí nad sebou. Jedno křídlo je umístěné na spodní hraně trupu, nebo pod ní, druhé se nachází nad trupem na speciální vzpěrové konstrukci a je zpravidla více vpředu. Dnes se lze s dvouplošníkem setkat ojediněle u sportovních, akrobatických nebo ultralehkých letadel, jinak už patří do historie.
Dvouplošníky umožňovaly v době počátků letectví řešit problémy s nutnou plochou křídel, hmotností a zejména s tuhostí konstrukce. První letouny měly po vzoru ptáků profil křídla velmi tenký - z důvodu nedostatečné tloušťky však nebylo možno profil navrhnout jako samonosný. Dvojplošné řešení se svislými vzpěrami a diagonálními lanky tak představuje příhradovou konstrukci, jejíž pevnost je ve vertikálním směru vysoká.
Zdánlivě by měl mít dvouplošník dvojnásobnou nosnost proti jednoplošníku se stejným rozměrem nosné plochy. Tento předpoklad je však částečně eliminován interferencí mezi nad sebou umístěnými plochami, takže skutečná nosnost je o několik desítek procent nižší. Toto vzájemné negativní ovlivňování obou křídel se poněkud zlepšilo částečným předsunutím horního křídla před spodní nebo naopak jeho posunutím dozadu. 